# Кожевниково (Казахстан)
Коже́вниково (каз. Кожевниково) — село у складі Байтерецького району Західноказахстанської області Казахстану. Входить до складу Махамбетського сільського округу.
Населення — 6 осіб (2021; 69 у 2009, 210 у 1999, 328 у 1989).